# Freestyle-Skiing-Weltcup 2003/04
Die Saison 2003/04 des von der FIS veranstalteten Freestyle-Skiing-Weltcups begann am 6. September 2003 im australischen Mount Buller und endete am 14. März 2004 im italienischen Sauze d’Oulx.
Ausgetragen wurden Wettbewerbe in den Disziplinen Aerials (Springen), Moguls (Buckelpiste), Dual Moguls (Parallel-Buckelpiste), Skicross und erstmals Halfpipe.

## Abkürzungen
- AE = Aerials
- MO = Moguls
- DM = Dual Moguls
- SX = Skicross
- HP = Halfpipe

## Männer

### Weltcupwertungen
| Rang | Name                    | Punkte |
| ---- | ----------------------- | ------ |
| 1    | Steve Omischl           | 76     |
| 2    | Mathias Wecxsteen       | 74     |
| 3    | Laurent Favre           | 70     |
| 4    | Janne Lahtela           | 64     |
| 5    | Vincent Estorc          | 63     |
| 6    | Jesper Brugge           | 60     |
| 7    | Dsmitryj Daschtschynski | 59     |
| 8    | Enak Gavaggio           | 58     |
| 9    | Roman Hofer             | 52     |
| 10   | Aurélien Fornier        | 51     |

| Rang | Name                    | Punkte |
| ---- | ----------------------- | ------ |
| 1    | Steve Omischl           | 918    |
| 1    | Dsmitryj Daschtschynski | 708    |
| 3    | Aljaksej Hryschyn       | 498    |
| 4    | Aleš Valenta            | 470    |
| 5    | Joe Pack                | 388    |
| 6    | Dmitri Archipow         | 357    |
| 7    | Ou Xiaotao              | 344    |
| 8    | Qiu Sen                 | 341    |
| 9    | Kyle Nissen             | 324    |
| 10   | Martin Walti            | 320    |

| Rang | Name                      | Punkte |
| ---- | ------------------------- | ------ |
| 1    | Janne Lahtela             | 891    |
| 2    | Toby Dawson               | 712    |
| 3    | Jeremy Bloom              | 600    |
| 4    | Travis Cabral             | 564    |
| 5    | Nathan Roberts            | 486    |
| 6    | Pierre-Alexandre Rousseau | 448    |
| 7    | David Babic               | 440    |
| 8    | Luke Westerling           | 424    |
| 9    | Tapio Luusua              | 404    |
| 10   | Marc-André Moreau         | 373    |

| Rang | Name               | Punkte |
| ---- | ------------------ | ------ |
| 1    | Jesper Brugge      | 483    |
| 2    | Enak Gavaggio      | 464    |
| 3    | Roman Hofer        | 420    |
| 4    | Hiroomi Takizawa   | 345    |
| 5    | Xavier Kuhn        | 325    |
| 6    | Karl Heinz Molling | 312    |
| 7    | Massimiliano Iezza | 253    |
| 7    | Lars Lewén         | 253    |
| 9    | Isidor Grüner      | 216    |
| 10   | Tomáš Kraus        | 178    |

| Rang | Name                | Punkte |
| ---- | ------------------- | ------ |
| 1    | Mathias Wecxsteen   | 222    |
| 2    | Laurent Favre       | 210    |
| 3    | Vincent Estorc      | 190    |
| 4    | Aurélien Fornier    | 154    |
| 5    | Mickaël Moh Navarro | 130    |
| 6    | Arnaud Rougier      | 125    |
| 7    | Corey Vanular       | 122    |
| 8    | Pierre Guyot        | 105    |
| 9    | Mathieu Bijasson    | 102    |
| 10   | Daniel Marion       | 92     |

### Podestplätze
| Datum      | Ort                  | Disz. | 1. Platz                | 2. Platz                  | 3. Platz                |
| ---------- | -------------------- | ----- | ----------------------- | ------------------------- | ----------------------- |
| 06.09.2003 | Mount Buller         | AE    | Steve Omischl           | Ou Xiaotao                | Christian Kaufmann      |
| 07.09.2003 | Mount Buller         | AE    | Steve Omischl           | Dsmitryj Daschtschynski   | Martin Walti            |
| 22.11.2003 | Saas-Fee             | HP    | Mathias Wecxsteen       | Vincent Estorc            | Arnaud Rougier          |
| 23.09.2003 | Saas-Fee             | SX    | Patrick Schmid          | Isidor Grüner             | Lars Lewén              |
| 05.12.2003 | Ruka                 | AE    | Dsmitryj Daschtschynski | Kyle Nissen               | Stanislaw Krawtschuk    |
| 06.12.2003 | Ruka                 | MO    | Janne Lahtela           | Jeremy Bloom              | Mikko Ronkainen         |
| 19.12.2003 | Madonna di Campiglio | MO    | Janne Lahtela           | Mikko Ronkainen           | Toby Dawson             |
| 20.12.2003 | Madonna di Campiglio | MO    | Nathan Roberts          | Janne Lahtela             | Travis Cabral           |
| 07.01.2004 | Les Contamines       | SX    | Enak Gavaggio           | Xavier Kuhn               | Hiroomi Takizawa        |
| 10.01.2004 | Pozza di Fassa       | SX    | Karl Heinz Molling      | Jesper Brugge             | Hiroomi Takizawa        |
| 11.01.2004 | Pozza di Fassa       | SX    | Enak Gavaggio           | Jesper Brugge             | Mathias Collomb-Patton  |
| 10.01.2004 | Mont Tremblant       | MO    | Marc-André Moreau       | Luke Westerlund           | Tapio Luusua            |
| 11.01.2004 | Mont Tremblant       | AE    | Aljaksej Hryschyn       | Warren Shouldice          | Ou Xiaotao              |
| 16.01.2004 | Lake Placid          | AE    | Steve Omischl           | Aleš Valenta              | Dsmitryj Daschtschynski |
| 17.01.2004 | Lake Placid          | MO    | Janne Lahtela           | Luke Westerlund           | Travis Cabral           |
| 18.01.2004 | Lake Placid          | AE    | Steve Omischl           | Aljaksej Hryschyn         | Ryan Blais              |
| 18.01.2004 | Laax                 | SX    | Enak Gavaggio           | Roman Hofer               | Hiroomi Takizawa        |
| 24.01.2004 | Fernie               | DM    | Jim Schiman             | Nathan Roberts            | Wladimir Tjumenzew      |
| 25.01.2004 | Fernie               | AE    | Aleš Valenta            | Steve Omischl             | Ryan Blais              |
| 30.01.2004 | Deer Valley          | MO    | Toby Dawson             | Janne Lahtela             | Travis Cabral           |
| 31.01.2004 | Deer Valley          | DM    | Janne Lahtela           | Jeremy Bloom              | Toby Dawson             |
| 31.01.2004 | Deer Valley          | AE    | Dsmitryj Daschtschynski | Steve Omischl             | Jeret Peterson          |
| 31.01.2004 | Špindlerův Mlýn      | SX    | Xavier Kuhn             | Jesper Brugge             | Roman Hofer             |
| 14.02.2004 | Inawashiro           | MO    | Toby Dawson             | Tim Schiman               | Jeremy Bloom            |
| 15.02.2004 | Inawashiro           | DM    | Travis Cabral           | Toby Dawson               | Mikko Ronkanen          |
| 14.02.2004 | Harbin               | AE    | Aljaksej Hryschyn       | Dsmitryj Daschtschynski   | Qiu Sen                 |
| 15.02.2004 | Harbin               | AE    | Steve Omischl           | Joe Pack                  | Qiu Sen                 |
| 21.02.2004 | Naeba Ski Resort     | SX    | Hiroomi Takizawa        | Massimiliano Iezza        | Jesper Brugge           |
| 22.02.2004 | Naeba Ski Resort     | MO    | Toby Dawson             | Travis Cabral             | Jeremy Bloom            |
| 28.02.2004 | Špindlerův Mlýn      | AE    | Ou Xiaotao              | Steve Omischl             | Joe Pack                |
| 01.03.2004 | Špindlerův Mlýn      | MO    | Jeremy Bloom            | Janne Lahtela             | Toby Dawson             |
| 06.03.2004 | Airolo               | MO    | Wettbewerb abgesagt.    | Wettbewerb abgesagt.      | Wettbewerb abgesagt.    |
| 07.03.2004 | Airolo               | MO    | David Babic             | Pierre-Alexandre Rousseau | Janne Lahtela           |
| 08.03.2004 | Les Contamines       | HP    | Laurent Favre           | Mickaël Moh Navarro       | Vincent Estorc          |
| 10.03.2004 | Sauze d’Oulx         | AE    | Steve Omischl           | Dmitri Archipow           | Dsmitryj Daschtschynski |
| 12.03.2004 | Sauze d’Oulx         | SX    | Jesper Brugge           | Roman Hofer               | Lars Lewén              |
| 14.03.2004 | Sauze d’Oulx         | MO    | Janne Lahtela           | Pierre-Alexandre Rousseau | David Babic             |
| 13.03.2004 | Bardonecchia         | HP    | Mathias Wecxsteen       | Aurélien Fornier          | Laurent Favre           |

## Frauen

### Weltcupwertungen
| Rang | Name               | Punkte |
| ---- | ------------------ | ------ |
| 1    | Kari Traa          | 104    |
| 2    | Marie Martinod     | 100    |
| 3    | Virginie Faivre    | 80     |
| 4    | Alisa Camplin      | 79     |
| 5    | Jennifer Heil      | 67     |
| 5    | Ophélie David      | 67     |
| 7    | Lydia Ierodiaconou | 57     |
| 7    | Franziska Steffen  | 57     |
| 9    | Magdalena Iljans   | 55     |
| 9    | Margarita Marbler  | 55     |

| Rang | Name               | Punkte |
| ---- | ------------------ | ------ |
| 1    | Alisa Camplin      | 948    |
| 2    | Lydia Ierodiaconou | 679    |
| 3    | Evelyne Leu        | 467    |
| 4    | Anna Sukal         | 442    |
| 5    | Li Nina            | 433    |
| 6    | Veronika Bauer     | 422    |
| 7    | Wang Jiao          | 402    |
| 8    | Elizabeth Gardner  | 400    |
| 9    | Deidra Dionne      | 343    |
| 10   | Kate Reed          | 333    |

| Rang | Name                   | Punkte |
| ---- | ---------------------- | ------ |
| 1    | Jennifer Heil          | 940    |
| 2    | Kari Traa              | 867    |
| 3    | Margarita Marbler      | 764    |
| 4    | Hannah Kearney         | 665    |
| 5    | Shannon Bahrke         | 501    |
| 6    | Jillian Vogtli         | 463    |
| 7    | Laurel Shanley         | 452    |
| 8    | Stéphanie Saint-Pierre | 435    |
| 9    | Aiko Uemura            | 409    |
| 10   | Sandra Laoura          | 385    |

| Rang | Name               | Punkte |
| ---- | ------------------ | ------ |
| 1    | Ophélie David      | 535    |
| 2    | Franziska Steffen  | 455    |
| 3    | Magdalena Iljans   | 438    |
| 4    | Josefiina Kilpinen | 396    |
| 5    | Saša Farič         | 360    |
| 6    | Aleisha Cline      | 352    |
| 7    | Karin Huttary      | 304    |
| 8    | Seraina Murk       | 241    |
| 9    | Valentine Scuotto  | 231    |
| 10   | Sanna Tidstrand    | 215    |

| Rang | Name              | Punkte |
| ---- | ----------------- | ------ |
| 1    | Marie Martinod    | 300    |
| 2    | Virginie Faivre   | 240    |
| 3    | Marie Andrieux    | 160    |
| 4    | Kari Traa         | 120    |
| 5    | Audrey Faivre     | 90     |
| 6    | M. C. Waryas      | 50     |
| 7    | Ali Van Dorn      | 45     |
| 8    | Anne-Flore Marxer | 40     |
| 8    | Mirjam Jäger      | 40     |
| 10   | Jennifer Hudak    | 36     |

### Podestplätze
| Datum      | Ort                  | Disz. | 1. Platz             | 2. Platz             | 3. Platz             |
| ---------- | -------------------- | ----- | -------------------- | -------------------- | -------------------- |
| 06.09.2003 | Mount Buller         | AE    | Xu Nannan            | Alisa Camplin        | Lydia Ierodiaconou   |
| 07.09.2003 | Mount Buller         | AE    | Lydia Ierodiaconou   | Veronika Bauer       | Xu Nannan            |
| 22.11.2003 | Saas-Fee             | HP    | Marie Martinod       | Virginie Faivre      | Marie Andrieux       |
| 23.09.2003 | Saas-Fee             | SX    | Saša Farič           | Franziska Steffen    | Magdalena Iljans     |
| 05.12.2003 | Ruka                 | AE    | Alisa Camplin        | Li Nina              | Kate Reed            |
| 06.12.2003 | Ruka                 | MO    | Kari Traa            | Jennifer Heil        | Hannah Kearney       |
| 19.12.2003 | Madonna di Campiglio | MO    | Jennifer Heil        | Shannon Bahrke       | Margarita Marbler    |
| 20.12.2003 | Madonna di Campiglio | MO    | Kari Traa            | Shannon Bahrke       | Stéphanie St-Pierre  |
| 07.01.2004 | Les Contamines       | SX    | Ophélie David        | Franziska Steffen    | Valentine Scuotto    |
| 10.01.2004 | Pozza di Fassa       | SX    | Franziska Steffen    | Aleisha Cline        | Ophélie David        |
| 11.01.2004 | Pozza di Fassa       | SX    | Aleisha Cline        | Franziska Steffen    | Ophélie David        |
| 10.01.2004 | Mont Tremblant       | MO    | Stéphanie St-Pierre  | Jennifer Heil        | Shannon Bahrke       |
| 11.01.2004 | Mont Tremblant       | AE    | Alisa Camplin        | Li Nina              | Deidra Dionne        |
| 16.01.2004 | Lake Placid          | AE    | Wang Jiao            | Li Nina              | Lydia Ierodiaconou   |
| 17.01.2004 | Lake Placid          | MO    | Jennifer Heil        | Shannon Bahrke       | Stéphanie St-Pierre  |
| 18.01.2004 | Lake Placid          | AE    | Alisa Camplin        | Lydia Ierodiaconou   | Assol Sliwez         |
| 18.01.2004 | Laax                 | SX    | Magdalena Iljans     | Josefiina Kilpinen   | Valentine Scuotto    |
| 24.01.2004 | Fernie               | DM    | Elisa Kurylowicz     | Jillian Vogtli       | Shelly Robertson     |
| 25.01.2004 | Fernie               | AE    | Alisa Camplin        | Veronika Bauer       | Elizabeth Gardner    |
| 30.01.2004 | Deer Valley          | MO    | Kari Traa            | Hannah Kearney       | Jennifer Heil        |
| 31.01.2004 | Deer Valley          | DM    | Kari Traa            | Sara Kjellin         | Margarita Marbler    |
| 31.01.2004 | Deer Valley          | AE    | Alisa Camplin        | Lydia Ierodiaconou   | Evelyne Leu          |
| 31.01.2004 | Špindlerův Mlýn      | SX    | Ophélie David        | Josefiina Kilpinen   | Magdalena Iljans     |
| 14.02.2004 | Inawashiro           | MO    | Margarita Marbler    | Jennifer Heil        | Jillian Vogtli       |
| 15.02.2004 | Inawashiro           | DM    | Margarita Marbler    | Jennifer Heil        | Kari Traa            |
| 14.02.2004 | Harbin               | AE    | Alisa Camplin        | Evelyne Leu          | Veronika Bauer       |
| 15.02.2004 | Harbin               | AE    | Lydia Ierodiaconou   | Anna Sukal           | Alisa Camplin        |
| 21.02.2004 | Naeba Ski Resort     | SX    | Aleisha Cline        | Magdalena Iljans     | Seraina Murk         |
| 22.02.2004 | Naeba Ski Resort     | MO    | Hannah Kearney       | Margarita Marbler    | Laurel Shanley       |
| 28.02.2004 | Špindlerův Mlýn      | AE    | Li Nina              | Alisa Camplin        | Lydia Ierodiaconou   |
| 01.03.2004 | Špindlerův Mlýn      | MO    | Jennifer Heil        | Kari Traa            | Margarita Marbler    |
| 06.03.2004 | Airolo               | MO    | Wettbewerb abgesagt. | Wettbewerb abgesagt. | Wettbewerb abgesagt. |
| 07.03.2004 | Airolo               | MO    | Hannah Kearney       | Margarita Marbler    | Jennifer Heil        |
| 08.03.2004 | Les Contamines       | HP    | Marie Martinod       | Virginie Faivre      | Kari Traa            |
| 10.03.2004 | Sauze d’Oulx         | AE    | Alisa Camplin        | Evelyne Leu          | Elizabeth Gardner    |
| 12.03.2004 | Sauze d’Oulx         | SX    | Ophélie David        | Josefiina Kilpinen   | Aleisha Cline        |
| 14.03.2004 | Sauze d’Oulx         | MO    | Kari Traa            | Hannah Kearney       | Margarita Marbler    |
| 13.03.2004 | Bardonecchia         | HP    | Marie Martinod       | Virginie Faivre      | Kari Traa            |

## Nationencup
| Rang | Land                | Punkte |
| ---- | ------------------- | ------ |
| 1    | Frankreich          | 1058   |
| 2    | Vereinigte Staaten  | 0710   |
| 3    | Kanada              | 0612   |
| 4    | Schweiz             | 0506   |
| 5    | Österreich          | 0269   |
| 6    | Schweden            | 0268   |
| 7    | Volksrepublik China | 0244   |
| 8    | Australien          | 0233   |
| 9    | Finnland            | 0211   |
| 9    | Russland            | 0211   |

| Rang | Land               | Punkte |
| ---- | ------------------ | ------ |
| 1    | Frankreich         | 742    |
| 2    | Vereinigte Staaten | 379    |
| 3    | Kanada             | 336    |
| 4    | Österreich         | 166    |
| 5    | Finnland           | 161    |
| 6    | Schweden           | 157    |
| 7    | Schweiz            | 152    |
| 8    | Russland           | 110    |
| 8    | Belarus            | 110    |
| 10   | Japan              | 102    |

| Rang | Land                | Punkte |
| ---- | ------------------- | ------ |
| 1    | Schweiz             | 354    |
| 2    | Vereinigte Staaten  | 331    |
| 3    | Frankreich          | 316    |
| 4    | Kanada              | 276    |
| 5    | Australien          | 203    |
| 6    | Volksrepublik China | 158    |
| 7    | Norwegen            | 118    |
| 8    | Schweden            | 111    |
| 9    | Österreich          | 103    |
| 10   | Russland            | 101    |